# Allegro (radioodbiornik)

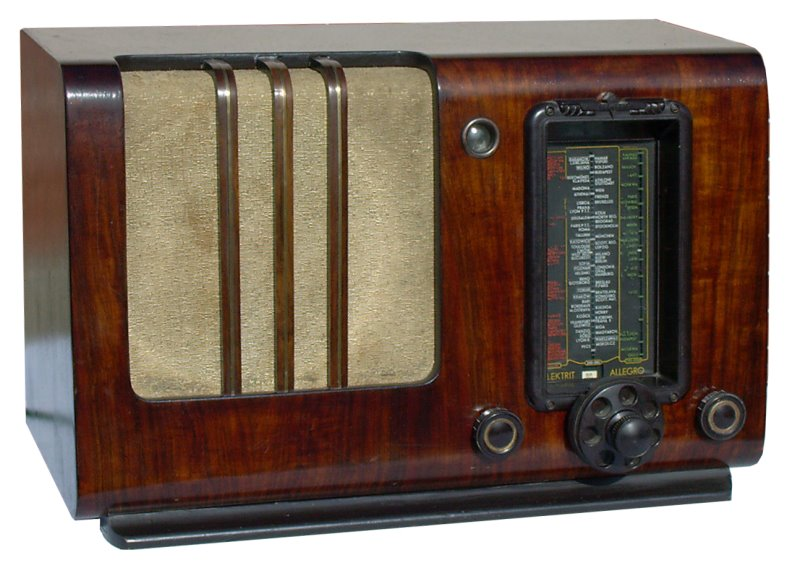
Radioodbiornik Elektrit Allegro Z

Allegro − seria radioodbiorników produkcji polskiej firmy Elektrit z Wilna, produkowanych w sezonie 1938/1939 i stanowiący rozwinięcie odbiornika Presto. Produkowany był w trzech wersjach:
- sieciowej przystosowanej do zasilania z sieci prądu zmiennego z napięciem od 110 V do 240 V, wyposażonej w lampy EK2 (mieszacz i heterodyna), EBC3 (wzmacniacz p.cz., detektor i stopień wstępny m.cz.), EL3 (wzmacniacz głośnikowy), EM1 (oko magiczne - wskaźnik dostrojenia) i AZ1 (prostownik w zasilaczu)[2].
- sieciowej przystosowanej do zasilania z sieci prądu zmiennego lub stałego (zasilanie uniwersalne) z napięciem od 110 V do 240 V, wyposażonej w lampy EK2 (mieszacz i heterodyna), EBC3 (wzmacniacz p.cz., detektor i stopień wstępny m.cz.), CL4 (wzmacniacz głośnikowy), EM1 (oko magiczne - wskaźnik dostrojenia) i CY1 (prostownik w zasilaczu)[3]
- bateryjnej, przystosowanej do zasilania z dwóch baterii, żarzeniowej 2 V i anodowej 135V, wyposażonej w lampy KK2 (mieszacz i oscylator), KF3 (wzmacniacz p.cz.), KBC1 (detektor i stopień wstępny m.cz.), KL4 (lampa głośnikowa).

Elektrit Allegro to prosty odbiornik superheterodynowy w układzie refleksowym, czyli takim, w którym jedna i ta sama lampa jest użyta w tym samym odbiorniku do wzmacniania różnych sygnałów. Odbiornik ten może pracować w trzech zakresach: fale długie (800-2000 m), średnich (200-500 m) i krótkich (18-50 m). Jedynie wersja bateryjna nie posiadała układu refleksowego, ze względu na mniejsze wzmocnienie uzyskiwane w lampach bateryjnych i możliwość wykorzystania miejsca na chassis po lampie prostowniczej (niepotrzebnej przy zasilaniu bateryjnym). Wszystkie wersje odbiornika były umieszczone w takiej samej skrzynce, jedynie wersja bateryjna lekko się różniła - nie posiadała oka magicznego, więc skrzynka nie miała w tym miejscu otworu i była wyposażona w inną skalę, z czarnymi napisami na żółtym tle (analogiczną jak w odbiornik Kordial), w odróżnieniu od pozostałych wersji, które miały skalę przeźroczystą z kolorowymi napisami. Wynikało to z zastosowanej techniki podświetlenia skali - w obu wersjach sieciowych uzyskano efekt świecących napisów, w przypadku wersji bateryjnej, ze względu na oszczędność baterii żarzeniowej zastosowano skale czytelną bez dodatkowego oświetlenia